# Transmissão horizontal
Transmissão horizontal é a transmissão de um agente infeccioso, como bactéria, vírus, fungo ou protozoário, entre membros de uma mesma espécie que não estejam numa relação parental. Apresenta duas formas, a direta, através do contato direto por ações como lamber, esfregar, morder, e o coito, e a indireta, via vetores e fômites.